# Pernille Fischer Christensen
Pernille Fischer Christensen (ur. 24 grudnia 1969 w Kopenhadze) – duńska reżyserka i scenarzystka filmowa. Jej film Telenowela (2006) zdobył Srebrnego Niedźwiedzia - Grand Prix Jury oraz nagrodę za najlepszy debiut na 56. MFF w Berlinie. Kolejny film Christensen, Rodzina (2010), wyróżniono na 60. Berlinale Nagrodą FIPRESCI.